# Gerhard Alpers
Gerhard Alpers es un deportista alemán que compitió para la RFA en judo. Ganó tres medallas de bronce en el Campeonato Europeo de Judo entre los años 1957 y 1960.

## Palmarés internacional
| Campeonato Europeo | Campeonato Europeo       | Campeonato Europeo | Campeonato Europeo |
| Año                | Lugar                    | Medalla            | Categoría          |
| ------------------ | ------------------------ | ------------------ | ------------------ |
| 1957               | Róterdam (Países Bajos)  | Medalla de bronce  | Abierta            |
| 1959               | Viena (Austria)          | Medalla de bronce  | 2.º dan            |
| 1960               | Ámsterdam (Países Bajos) | Medalla de bronce  | 3.er dan           |